# Grupo Barceló

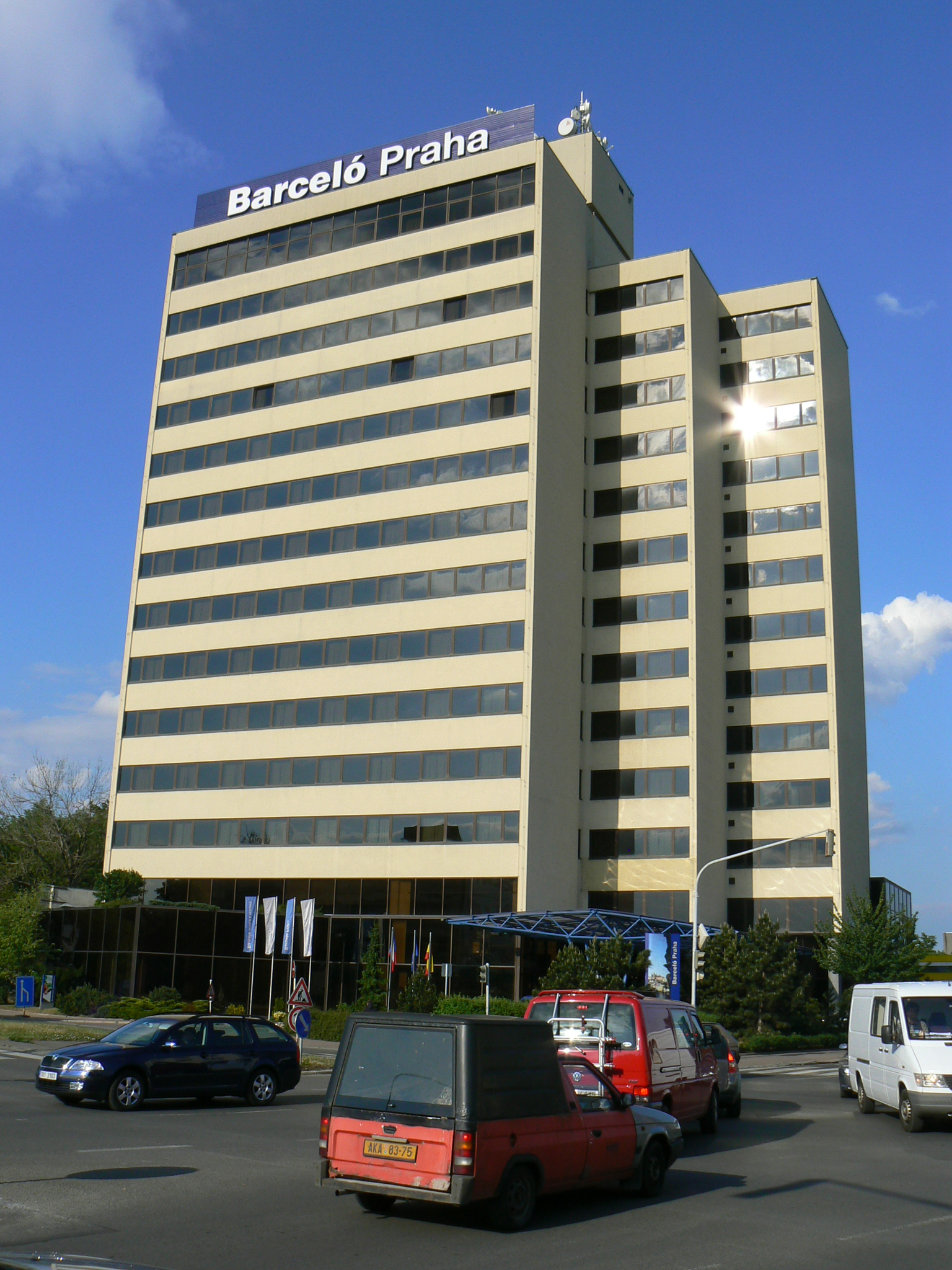
Barceló Dlouha Cesta Praha (Praag)

Grupo Barceló is een internationale hotel- en toerismegroep uit Spanje. Het hoofdkantoor van het familiebedrijf bevindt zich in Palma. Het bedrijf is verdeeld in de divisies Barceló Hotels & Resorts (horeca) en Barceló Viajes (vakantiereizen). De divisie Barceló Hotels & Resorts heeft 95 hotels in 16 landen. De groep heeft een belang in 74 andere hotels in de VS. Barceló Viajes runt 400 reisbureaus in 22 landen en beschikt ook over enkele vliegtuigen.

## Geschiedenis
In 1931 kocht de boerenzoon Simón Barceló Obrador (1902–1958) uit Felanitx (Mallorca) een bus met twintig zitplaatsen voor 3.000 geleende peseta's en bediende vanaf dat moment de route Felanitx - Palma met mensen en goederen. Zo richtte hij het transportbedrijf Autocares Barceló op. Al in 1936 reden er vier bussen onder deze naam. In de jaren 1950 ontwikkelde het kleine bedrijf zich onder de zoon van de oprichter, Gabriel Barceló (* 1928), geleidelijk van een transportbedrijf naar een reisbureau in het kader van het opkomende massatoerisme. In 1960, twee jaar na de dood van de oprichter van het bedrijf, richtten ze hun eigen reisbureau op genaamd Barceló Viajes. In 1962 werd het eerste hotel toegevoegd, Latino genaamd, dat in Palma werd gekocht. Dit was ook de geboorte van de divisie Barceló Hotels & Resorts.
In 1965 werd in Palma de Mallorca het eerste hotelcomplex geopend dat speciaal voor gezinnen was ontworpen. In tegenstelling tot de gebruikelijke trend om hotels hoger te bouwen, werd het Barceló Pueblo Palma horizontaal ontworpen op een oppervlakte van 18.000 m² en was het het eerste resorthotel in zijn soort. De kamers bevonden zich in gebouwen met twee verdiepingen. Naast een hoofdgebouw waren er sportfaciliteiten, zwembaden, winkelvoorzieningen, een fitnessstudio en ook een eigen kappersstudio. Het hotel is nog steeds eigendom van het bedrijf. De naam Barceló Pueblo staat voor vergelijkbare faciliteiten wereldwijd.

### Uitbreiding
Met de groeiende toeristische bloei in Spanje bleef de bedrijvengroep aanzienlijk uitbreiden. Het eerste hotelcomplex op het vasteland was de Barceló Pueblo in Benidorm in 1970. De groep begon zijn internationale expansie in 1981 met de overname van de touroperator Turavia. Vier jaar later werd het Barceló Bavaro Beach Resort geopend, als eerste Spaanse resortketen in de Dominicaanse Republiek (Punta Cana).
In 1992 werd het eerste Barceló-hotel geopend in de Verenigde Staten (in Washington, D.C.). De volgende groeisprong kwam met de overname in 2002 van de investeringsmaatschappij Crestline Capital, die 7.000 hotelkamers beheert in 12 Amerikaanse staten. Als gevolg hiervan werd de Verenigde Staten, met destijds 66 hotels, plotseling een van de belangrijkste markten van Barceló.
De divisie Barceló Hotels & Resorts ontwikkelde tussen 2005 en 2010 een strategisch plan om de groei van de groep verder te versnellen. Jaarlijks verwerft of verhuurt het twintig tot veertig nieuwe hotels, voornamelijk in stedelijke gebieden, met een voorkeur voor de hogere klasse van vier- tot vijfsterrenhotels. Tijdens de mondiale financiële crisis vertraagde de geplande groei vanaf 2007. Bovendien werden de contracten van onrendabele hotels, die voornamelijk eenvoudige en middelgrote hotels omvatten, niet langer verlengd. Als gevolg van de gedeeltelijke exit uit de Amerikaanse dochteronderneming Barceló Crestline in 2014 kromp het vroegere aantal van alle hotels in eigendom van 180 in 2009 naar de huidige 95, voornamelijk dure hotels. In de Verenigde Staten heeft de Grupo Barceló nog steeds een 40%-belang in de investeringsmaatschappij Barceló Crestline en exploiteert daar daarom 74 hotels. Er is ook een belang van 42,5% in het bedrijf Occidental Hotels, dat 11 hotels met 4.000 kamers exploiteert in Mexico en het Caribisch gebied. Dit maakte het tot een van de drie grootste hotelketens van Spanje en een van de 30 grootste hotelketens ter wereld. Vanaf 2015 keerde de oude expansiekoers terug.

## Bedrijfsdivisies

### Barceló Viajes
Barceló Viajes is de oudste divisie van de Barceló Group. Het is gespecialiseerd in reizen, vrije tijd en vakantie en heeft meer dan 727 vestigingen en kantoren in 21 landen. Het wordt geëxploiteerd als een verticaal geïntegreerd bedrijf voor verschillende toeristische en prijsaanbiedingen. Ook eigen luchtvervoer voor toeristen is geïntegreerd.
Het overkoepelende merk Barceló Viajes omvat onder meer de touroperators Quelónea en Jolidey en laCuartaIsla, die gespecialiseerd zijn in langeafstandsreizen. Andere, meer gespecialiseerde reisbureaus heten LePlan (reizen naar Disneyland), LeSki (skivakanties) en Jotelclick. Voor het luchtvervoer van toeristen kan het bedrijf verschillende langeafstandsvliegtuigen van Airbus gebruiken onder het tweede merk Iberojet, maar ook kleinere vliegtuigen snel charteren (merk Air Broker ByPlan).

### Barcelo Hotels & Resorts
Begin 2015 had de divisie Barceló Hotels & Resorts 95 hotels met 30.000 kamers in 16 landen in Europa, Afrika en Amerika. Ongeveer een kwart hiervan is in eigendom. De keten bestaat vrijwel uitsluitend uit hotels uit de hogere categorie (4 en 5 sterren) en gespecialiseerde hotels (resorts) in verschillende segmenten zoals familietoerisme, volwassenentoerisme of zakenreizen.De hotels en faciliteiten zijn onderverdeeld in 65 % resorts en 35 % hotels (voornamelijk locaties in het stadscentrum).
In 2014 besloot Grupo Barceló zijn aandelen in de Amerikaanse activiteiten opnieuw te verkopen. Dit betekent dat de 74 hotels in de VS niet meer voorkomen in het jaarverslag van de groep en dat alleen de overige 95 hotels wereldwijd nog officieel worden gecommuniceerd. Niettemin hebben de Barcelós er nog steeds 40 % van de aandelen in Barceló Crestline (Capital) Holding.

### Situatie in Duitstalige landen

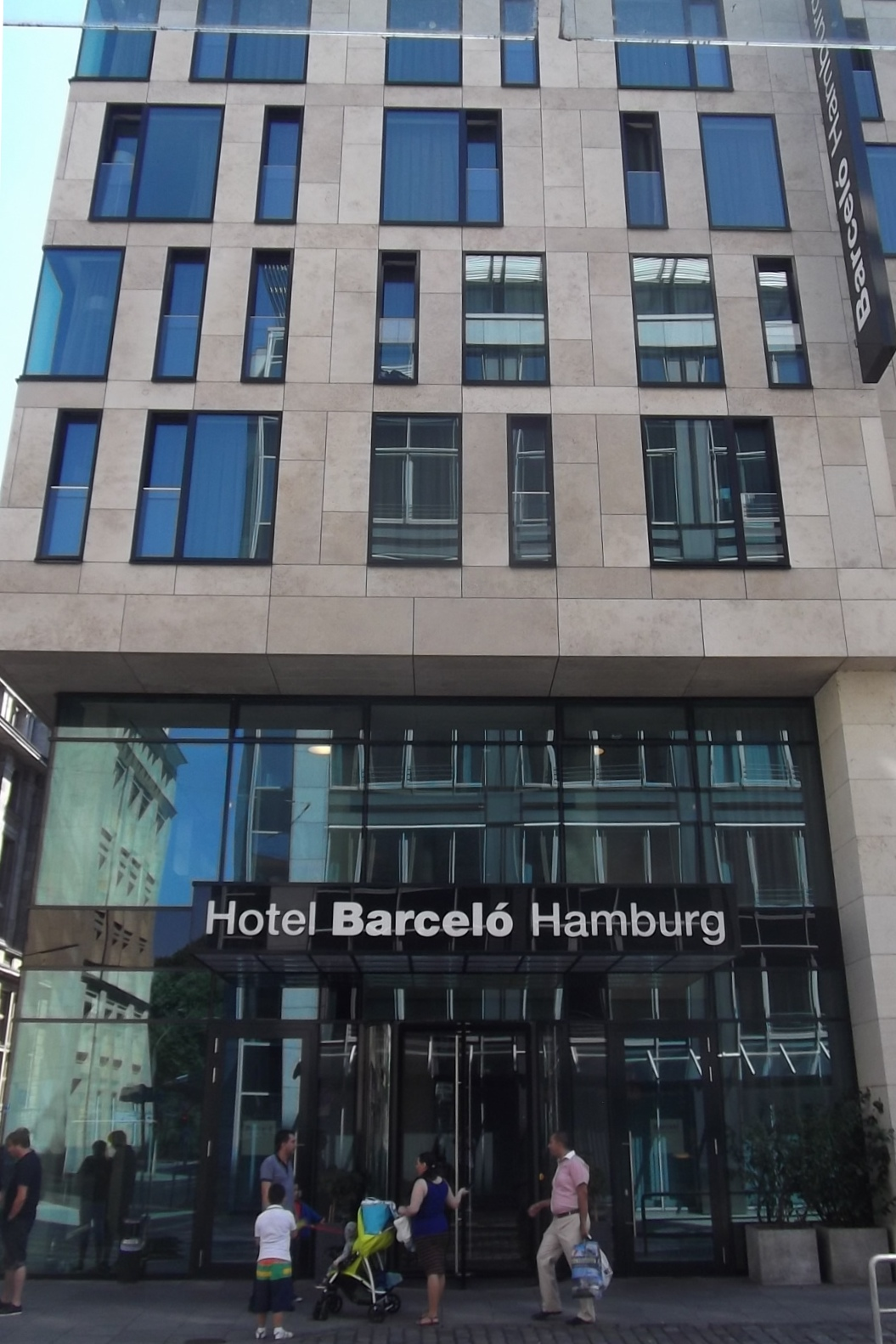
Barceló Hamburg

Grupo Barceló is actief in Duitstalige landen: het eerste hotel was het Barceló Hamburg . Het werd door de groep zelf gepland en gebouwd (de bouw begon in 2010, geopend in maart 2012) en beschikt over 193 kamers. Op het centraal station van Berlijn opende een 4-sterrenhotel met 272 kamers gebouwd in 2019. Barceló exploiteerde tussen juni 2005 en december 2014 nog een 4-sterrenhotel (301 kamers) in het centrum van Keulen, dat in januari 2015 veranderde in de Steigenberger Hotel Group .

## Zakelijke cijfers

### Medewerkers
Bij de hoteldivisie van de groep werken circa 21.600 medewerkers en bij de reisdivisie circa 2.000 medewerkers, wat het totaal aantal medewerkers op circa 23.650 brengt. In 2013 was dit 1,25 % minder.

### Hotels
| Land                   | Hotels (Stand 2018) | Reisbureaus (Stand 2013) |
| ---------------------- | ------------------- | ------------------------ |
| Spanje                 | 61                  | 688                      |
| Verenigde Staten       | 117                 | -                        |
| Mexico                 | 22                  | 2                        |
| Dominicaanse Republiek | 6                   | 1                        |
| Costa Rica             | 4                   | 3                        |
| Cuba                   | 3                   | -                        |
| TUR                    | 3                   | -                        |
| Nicaragua              | 2                   | 1                        |
| Guatemala              | 1                   | 1                        |
| Ecuador                | 1                   | 1                        |
| Argentinië             | -                   | 1                        |
| Bolivia                | -                   | 2                        |
| Honduras               | -                   | 1                        |
| Duitsland              | 1                   | -                        |
| Egypte                 | 2                   | -                        |
| Marokko                | 2                   | -                        |
| Tsjechië               | 4                   | -                        |
| Italië                 | 4                   | -                        |
| Bulgarije              | 1                   | -                        |
| Griekenland            | 1                   | -                        |
| Brazilië               | -                   | 1                        |
| Colombia               | -                   | 1                        |
| Chili                  | -                   | 5                        |
| El Salvador            | -                   | 2                        |
| Haïti                  | -                   | 1                        |
| Panama                 | 1                   | 1                        |
| Paraguay               | -                   | 1                        |
| Peru                   | -                   | 1                        |
| Portugal               | -                   | 1                        |
| Uruguay                | -                   | 1                        |
| Venezuela              | -                   | 1                        |
| Aruba                  | 1                   | 1                        |